# Каптиау
Каптиау (Kapitiauw, Kaptiauw) — австронезийский язык, на котором говорят на северном побережье западнее города Джаяпура, также в деревне Каптиау района Бонгго округа Сарми провинции Папуа в Индонезии. На каптиау говорят в основном пожилые люди, также есть двуязычные люди, говорящие на индонезийском и папуасском малайском языках, особенно молодое поколение.
Каптиау похож на языки бонгго и тарпиа.